# Transistor (jeu vidéo)
Transistor est un jeu vidéo de type action-RPG de science-fiction développé par Supergiant Games. Le jeu est sorti le 20 mai 2014 pour Windows et la PlayStation 4. C’est le premier titre du studio depuis la sortie de Bastion.

## Synopsis
Red, une célèbre chanteuse dans la cité de Cloudbank, est attaquée par la Camerata. La Camerata est une organisation qui, avec une force robotique appelée le Process, essaye de fonder une ville idéale. 
Red ayant perdu sa voix, elle s'empare d'une lame plongée dans le corps de l'inconnu, qui paraît être très proche de Red, et décide de se venger de la Camerata. Il s'avère que le Transistor (qui vient du Transistor) parle avec la voix du jeune homme tué. La lame va donc être le narrateur durant toute l'histoire. Le but de Red va être de découvrir le but de la Camerata et d'arrêter le Process, qui commence à détruire la ville et ses habitants.

### Histoire
Le jeu commence avec le personnage de Red, agenouillée près du corps de l'Inconnu qui a été tué par le Transistor. Red est une chanteuse et l'attaque qui a tué le jeune homme lui a aussi volé sa voix. La conscience de l'homme ainsi que la voix de Red résident maintenant dans le Transistor. Ainsi la voix de l'homme va guider le joueur à travers la ville de Cloudbank, dans ses différents districts. Le joueur va se trouver confronté à une entité robotique intelligente appelée Process.
En étant dans le district de Goldwalk, Red découvre que le Process est contrôlé par la Camerata, un groupe de personnes haut placées. Ce sont elles qui ont essayé de tuer Red. Au fur et à mesure de l'aventure, Red découvre des citoyens ayant été tués et presque transformés par le Process, et absorbe leur conscience dans le Transistor. Retournant sur la scène où Red avait chanté la veille, elle rencontre Sybil Reisz, une membre de la Camerata qui fut amie de Red avant son assassinat. Red affronte donc Sybil qui a été « Processisée » et absorbe sa conscience dans le Transistor. Red l'utilise pour localiser le leader de la Camerata et l'un des administrateurs de Cloudbank, Grant Kendrell.

### Musique
La bande-son de Transistor a été composée par Darren Korb, qui est également le compositeur de Bastion, le précédent jeu du studio Supergiant Games, avec la participation à la voix par Ashley Barrett sur les titre The Spine, In Circles, We All Become, Signals et Paper Boats.

## Accueil
Transistor reçoit un accueil favorable de la presse vidéoludique. Il reçoit une note moyenne de 83 % sur Metacritic, pour les versions PC et PS4 lors de leur sortie le 20 mai 2014 et de 93% sur la sortie du 10 juin 2015 sur iOS.